# Колоні (Канзас)
Колоні (англ. Colony) — місто (англ. city) в США, в окрузі Андерсон штату Канзас. Населення — 381 особа (2020).

## Географія
Колоні розташоване за координатами 38°4′22″ пн. ш. 95°21′40″ зх. д. / 38.07278° пн. ш. 95.36111° зх. д. (38.072887, -95.361145).  За даними Бюро перепису населення США в 2010 році місто мало площу 1,33 км², з яких 1,33 км² — суходіл та 0,00 км² — водойми. В 2017 році площа становила 1,25 км², з яких 1,25 км² — суходіл та 0,00 км² — водойми.

## Демографія
Згідно з переписом 2010 року, у місті мешкало 408 осіб у 177 домогосподарствах у складі 112 родин. Густота населення становила 306 осіб/км².  Було 192 помешкання (144/км²).
Расовий склад населення:
| - 94,4 % — білих - 1,7 % — чорних або афроамериканців - 0,2 % — корінних американців - 0,2 % — азіатів |

До двох чи більше рас належало 3,4 %. Частка іспаномовних становила 0,2 % від усіх жителів.
За віковим діапазоном населення розподілялося таким чином: 24,0 % — особи молодші 18 років, 50,8 % — особи у віці 18—64 років, 25,2 % — особи у віці 65 років та старші. Медіана віку мешканця становила 44,5 року. На 100 осіб жіночої статі у місті припадало 98,1 чоловіків;  на 100 жінок у віці від 18 років та старших — 95,0 чоловіків також старших 18 років.
Середній дохід на одне домашнє господарство  становив 43 741 долар США (медіана — 35 781), а середній дохід на одну сім'ю — 54 056 доларів (медіана — 47 500). За межею бідності перебувало 10,6 % осіб, у тому числі 9,8 % дітей у віці до 18 років та 9,6 % осіб у віці 65 років та старших.
Цивільне працевлаштоване населення становило 193 особи. Основні галузі зайнятості: освіта, охорона здоров'я та соціальна допомога — 24,4 %, виробництво — 16,6 %, сільське господарство, лісництво, риболовля — 10,9 %, роздрібна торгівля — 10,4 %.